# نيك مايك-ماير
نيك مايك-ماير (بالإيطالية: Nick Mike-Mayer؛ بالإنجليزية: Nick Mike-Mayer) هو لاعب كرة قدم أمريكية ولاعب كرة قدم إيطالي وأمريكي في مركز الهجوم، ولد في 1 مارس 1950 في بولونيا في إيطاليا. لعب مع أتلانتا فالكونز وبوفالو بيلز وفيلادلفيا إيقلز وواشنطن ويبس.

## وصلات خارجية
- نيك مايك-ماير على موقع مرجع كرة القدم المحترفة.كوم (الإنجليزية)
- نيك مايك-ماير على موقع JustSportsStats.com (الإنجليزية)